# راول مارشال
راول مارشال (انگلیسی: Rawle Marshall؛ زادهٔ ۲۰ فوریهٔ ۱۹۸۲) بازیکن بسکتبال اهل گویان است.

## حرفه
از باشگاه‌هایی که در آن بازی کرده‌است می‌توان به ایندیانا پیسرز، سیبونا زاگرب، باشگاه بسکتبال والنسیا، و دالاس ماوریکس اشاره کرد.